# Zhang Wenyue
Zhang Wenyue (chino simplificado: 张文岳, chino tradicional: 張文岳, pinyin: Zhāng Wényuè; 1944) es un político chino.

## Biografía
Zhang Wenyue nació en Fengcheng, Jiangxi, en octubre de 1944. Estudió en la Universidad de Geociencias de China, Zhang se unió al Partido Comunista de China en junio de 1965. Durante la Revolución Cultural Zhang fue asignado a una compañía de trabajo en el ejército, para posteriormente, ser enviado a Sichuan en 1969. Desde entonces su carrera se ha concentrado en el campo geológico hasta 1995, cuando fue trasladado a trabajar en Xinjiang como secretario de la región autónoma del diputado del partido. Fue Secretario del Comité Provincial del Partido Comunista de China en Liaoning, reemplazando a su camarada Li Keqiang desde octubre del 2007. Se retiró en el año 2010, siendo sucedido por Wang Min.
De 1999 a 2001 se desempeñó como comandante en jefe de la Producción y Construcción de Xinjiang, antes de pasar a Liaoning para reemplazar a Bo Xilai como gobernador de la provincia en el 2004 hasta 2007.